# 폴커 베크
폴커 베크(독일어: Volker Beck, 1956년 6월 30일 ~ )는 전 동독의 육상 선수로 1980년 모스크바 올림픽 400m 허들 금메달리스트이다.
튀링겐주 노르트하우젠에서 태어난 베크는 1970년대 후반과 1980년대 초반의 최고 허들 선수 에드윈 모지스가 불참으로 경기를 놓치면서 올림픽 금메달을 획득하는 최고의 기회를 얻었으며, 3회의 동독 400m 허들 챔피언(1980, 1981, 1983)이 되었다.
모스크바에서 1964년 이래 가장 느린 올림픽 결승전이었음에 불구하고, 2위로 들어온 소련의 바실 아르히펜코프를 0.16초 차이로 꺾고 종목을 쉽게 우승하였다. 1600m 릴레이에도 나갔으나 2위에 그쳤다.
자신의 육상 경력 후에 코치로 활약하였다.